# SCAN 30
Pour les articles homonymes, voir Scan et 30.
Dimensions
Le S.C.A.N. 30 ou SCAN 30 est un aéronef amphibie-hydravion à coque bimoteur de liaison français, de la Société de construction aéronavale de La Rochelle, en Charente-Maritime. Il est fabriqué à 41 exemplaires sous licence du Grumman G-44 Widgeon américain.

## Histoire
Après la Seconde Guerre mondiale, le constructeur aéronautique américain Grumman a modifié son Grumman G-44 Widgeon de 1940, pour le rendre plus approprié à un usage civil. La coque a été améliorée, son tirant d'eau a été revu, et sa capacité est portée à six places.

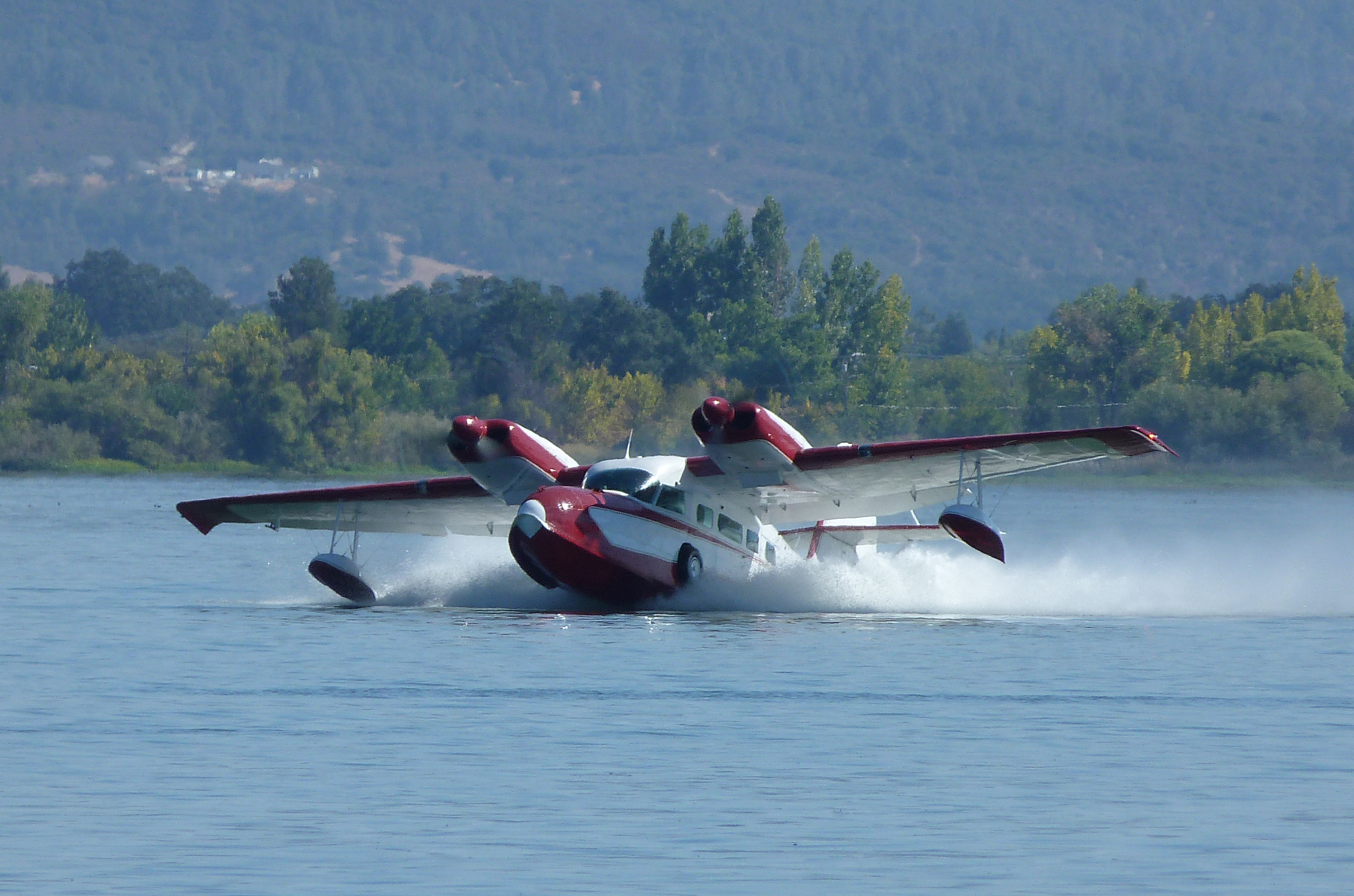
Décollage d'un SCAN 30 du Clear Lake en Californie.

Ce SCAN 30 succède à un précédent premier prototype SCAN 20 monomoteur de 1941. 41 exemplaires sont produits conformément à la licence américaine Grumman G-44 Widgeon, motorisés entre autres par 2 moteurs V8 Salmson As-10C de 2 x 240 ch ou 2 moteurs de 8 cylindres en ligne Mathis 8Gb de 2 x 220 ch. La plupart d'entre-eux ont fini aux États-Unis.

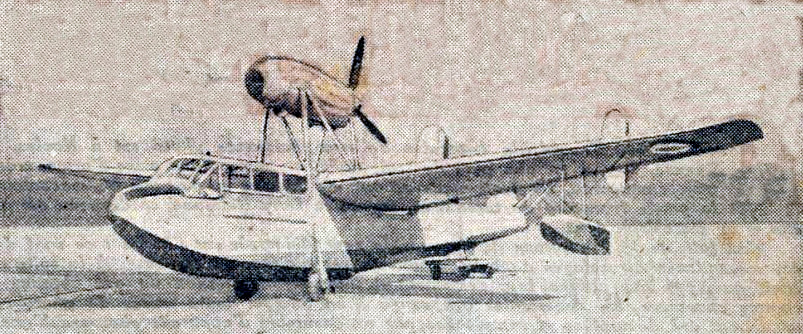
SCAN 20
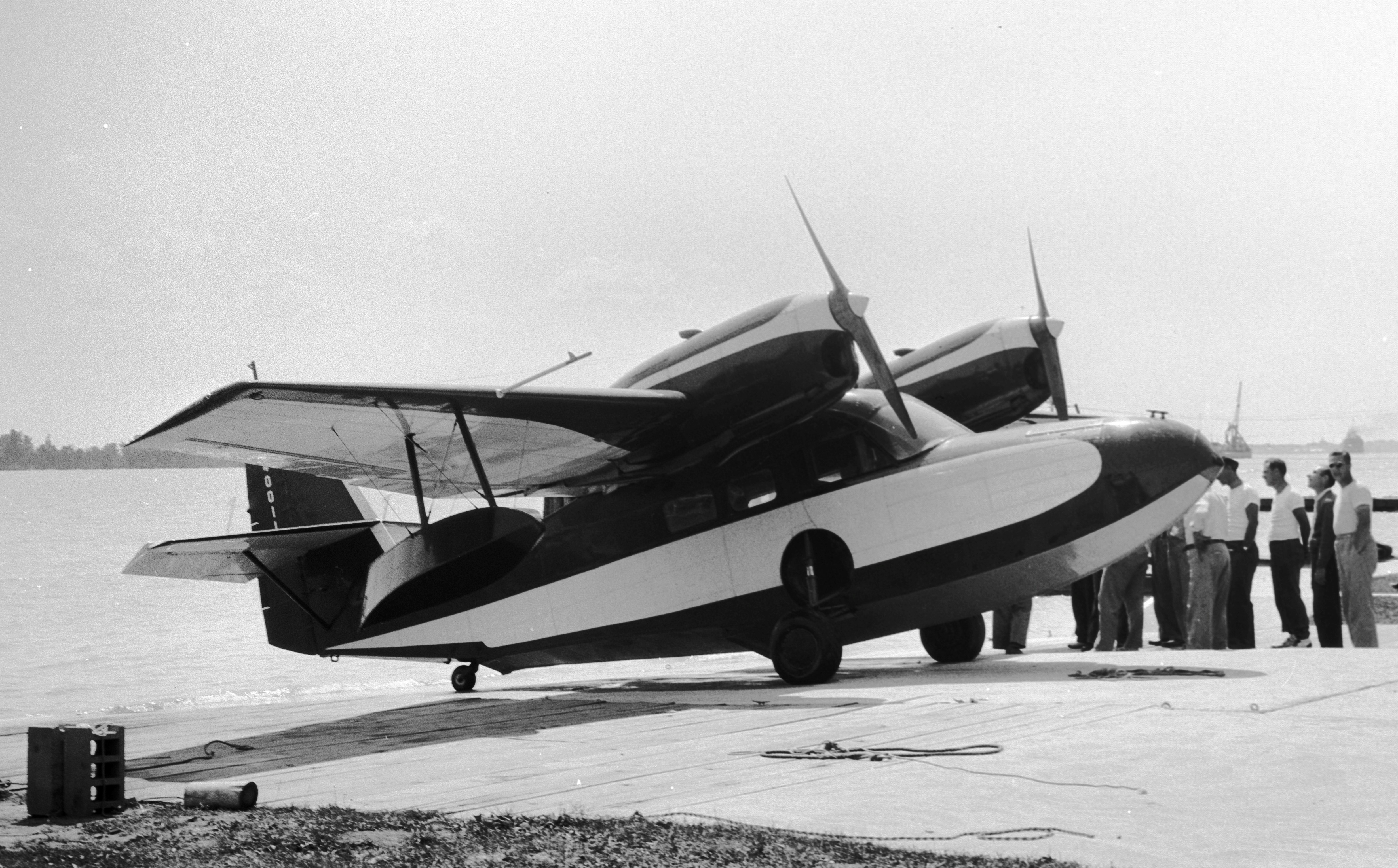
Grumman G-44 Widgeon

## Spécifications
Caractéristiques générales
- Équipage : 1
- Capacité : 4 passagers (comme les avions d'utilité)
- Longueur : 9,47 m
- Envergure : 12,19 m
- Hauteur : 3,48 m
- Surface de l'aile : 22,8 m2
- Masse à vide : 1 470 kg
- Masse maximale : 2 053 kg
- Motorisation : 2 × Ranger L-440 - 5 moteurs de six cylindres en ligne et inversés refroidis par air, 200 ch (150 kW), chacun ou Mathis 8Gb de 220 ch

Performance
- Vitesse maximale : 246 km/h
- Vitesse de croisière : 222 km/h
- Portée : 1 481 km
- Plafond de service : 4 450 m
- Taux de montée : 3,6 m/s

Armement
- 1 × bombe anti-sous-marine de 90 kg

## Accidents
C'est à bord d'un prototype de cet appareil que l’aviatrice Jacqueline Auriol fut victime en tant que copilote d'un grave accident lors d'un vol d'essai sur la Seine entre Meulan-en-Yvelines et Les Mureaux le 11 juillet 1949. Des trois passagers qui se trouvaient à bord (outre Paul Mingam, le pilote de la société, il s’y trouvait aussi le PDG de SCAN, M. Guédon), elle fut la plus gravement blessée : elle a plusieurs fractures du crâne et est défigurée. Elle subit en deux ans une vingtaine d'interventions chirurgicales effectuées aux États-Unis.
Le PDG fondateur de la SCAN Léon Douzille disparaît en avril 1948, alors qu'il pilote un SCAN 30, en percutant accidentellement le massif de la Demanda, dans les nuages, près de Pineda de la Sierra en Espagne, en revenant d’une réunion d’affaires de Lisbonne au Portugal.

## Télévision et cinéma
- 1977 : L'Île fantastique, série télévisée américaine (SCAN 30)[4].
- 2014 : Planes 2, de Walt Disney Pictures[5].

## Quelques musées
- Musée historique de l'hydraviation de Biscarrosse dans les Landes.
- Musée de l'aéronautique navale de Rochefort en Charente-Maritime.